# ۷ اسفند
۷ اسفند سیصد و چهل و سومین روز سال در گاه‌شماری خورشیدی است. به پایان سال ۲۲ روز (۲۳ روز در سال کبیسه) باقی‌است.

## رویدادها
- ۱۲۹۹ - امضا شدن قرارداد ۱۹۲۱ ایران و شوروی.
- ۱۳۵۳ - پیوستن ایران به پیمان نامه میراث جهانی یونسکو.
- ۱۳۶۳ - بنیان‌گذاری سازمان انتشارات سمت.
- ۱۳۹۳ - حادثه اسفند ۱۳۹۳ هواپیمایی زاگرس.
- ۱۳۹۳ - حادثه ۷ اسفند ۱۳۹۳ فروند بالگرد شرکت پشتیبانی و نوسازی بالگردهای ایران.
- ۱۳۹۴ - برگزاری پنجمین انتخابات مجلس خبرگان رهبری.

## زادروزها
- ۱۳۰۰ - فرخ غفاری، بنیان‌گذار فیلمخانه ملی ایران
- ۱۳۱۸ - بهمن رجبی، نوازنده
- ۱۳۴۲ - ایرج نوذری، بازیگر
- ۱۳۵۰ - ماز جبرانی، بازیگر و کمدین استندآپ

## درگذشت‌ها ‌
- ۱۳۳۴ - علی‌اکبر دهخدا، نویسنده و پژوهشگر
- ۱۳۵۲ - حسین تهرانی، موسیقی‌دان
- ۱۳۷۱ - میرزا هاشم آملی، از مراجع تقلید شیعه
- ۱۳۸۹ - عباس امیری مقدم، بازیگر
- ۱۳۸۹ - ابوالقاسم گرجی، نوزدهمین رئیس دانشگاه تهران
- ۱۳۸۹ - محمود بروجردی، داماد سید روح‌الله خمینی

## مناسبت‌ها
- سالروز استقلال کانون وکلاء و روز وکیل مدافع